# 18-й гірський корпус (Третій Рейх)
XVIII-й (18-й) гірський ко́рпус (нім. XVIII. Gebirgskorps) — гірський корпус Вермахту за часів Другої світової війни.

## Історія
XVIII-й гірський корпус був сформований 1 листопада 1940 на основі 18-го армійського корпусу в Зальцбурзі у VII-му військовому окрузі (нім. Wehrkreis VII).

## Райони бойових дій
- Німеччина (листопад 1940 — січень 1941);
- Румунія, Болгарія (січень — березень 1941);
- Греція (березень — листопад 1941);
- Сербія (листопад — грудень 1941);
- Німеччина (грудень 1941 — березень 1942);
- Фінляндія, північна Норвегія (березень 1942 — січень 1945);
- Німеччина (Західна Пруссія) (січень — травень 1945).

## Командування

### Командири
- генерал гірсько-піхотних військ Франц Бьоме (нім. Franz Böhme) (1 листопада 1940 — 10 грудня 1943);
- генерал гірсько-піхотних військ Карл Егльзер (нім. Karl Eglseer) (10 грудня 1943 — 23 червня 1944, загинув в авіакатастрофі 23 червня 1944);
- генерал від інфантерії Фрідріх Гохбаум (нім. Friedrich Hochbaum) (23 червня 1944 — 8 травня 1945).

## Бойовий склад 18-го гірського корпусу
Формування управління, забезпечення та підтримки
- 109-те артилерійське командування (Arko 109), з 1945 - 418-те артилерійське командування (Arko 418);
- 418-те управління корпусного постачання (Korps-Nachschubtruppen 418), згодом - 449-те управління корпусного постачання;
- 70-й гірський корпусний батальйон зв'язку (Gebirgs-Korps Nachrichten-Abteilung 70), згодом - 418-й гірський корпусний батальйон зв'язку; з 1943 - 449-й гірський корпусний батальйон зв'язку;
- 40-ва танкова рота особливого призначення (Panzer-Kompanie z.b.V. poi Panzer-Kompanie 40).

- 4-та гірсько-піхотна дивізія (4. Gebirgs-Division);
- 5-та гірсько-піхотна дивізія (5. Gebirgs-Division).

- 97-ма легка піхотна дивізія (97. leichte Infanterie-Division);
- 5-та гірсько-піхотна дивізія.

- 2-га танкова дивізія (2. Panzer-Division);
- 5-та гірсько-піхотна дивізія;
- 6-та гірсько-піхотна дивізія (6. Gebirgs-Division);
- 72-га піхотна дивізія (72. Infanterie-Division).

- 5-та гірсько-піхотна дивізія;
- 6-та гірсько-піхотна дивізія;
- 164-та піхотна дивізія (164. Infanterie-Division).

- 5-та гірсько-піхотна дивізія;
- 164-та піхотна дивізія;
- 713-та піхотна дивізія (713. Infanterie-Division).

- 65-те командування особливого призначення (Höheres Kommando LXV);
- 99-та легка піхотна дивізія (99. leichte Division).

- 65-те командування особливого призначення;
- 113-та піхотна дивізія (113. Infanterie-Division);
- 342-га піхотна дивізія (342. Infanterie-Division).

- 6-та гірська дивізія СС «Норд» (6. SS-Gebirgs-Division "Nord");
- Частини:
  - 7-ї гірсько-піхотної дивізії (7. Gebirgs-Division);
  - 163-ї піхотної дивізії (163. Infanterie-Division).

- 6-та гірська дивізія СС «Норд»;
- 7-ма гірсько-піхотна дивізія.

- 6-та гірська дивізія СС «Норд»;
- 7-ма гірсько-піхотна дивізія;
- Дивізія «Креутлер» (Division Kräutler);

- 6-та гірська дивізія СС «Норд»;
- 7-ма гірсько-піхотна дивізія;
- 140-ва дивізія особливого призначення (Divisionsstab z.b.V. 140);

- 32-га піхотна дивізія (32. Infanterie-Division);
- 215-та піхотна дивізія (215. Infanterie-Division).

- 7-ма піхотна дивізія (7. Infanterie-Division).